# Kanton Beauvoir-sur-Niort
Kanton Beauvoir-sur-Niort (fr. Canton de Beauvoir-sur-Niort) je francouzský kanton v departementu Deux-Sèvres v regionu Poitou-Charentes. Skládá se z devíti obcí.

## Obce kantonu
- Beauvoir-sur-Niort
- Belleville
- Boisserolles
- Granzay-Gript
- La Foye-Monjault
- Marigny
- Prissé-la-Charrière
- Saint-Étienne-la-Cigogne
- Thorigny-sur-le-Mignon